# Йорданська комуністична партія
Йорданська комуністична партія (араб. الحزب الشیوعی الاردنی; ЙКП) — лівацька політична партія в Йорданії.

## Історія
Партію було засновано нелегально 25 листопада 1943 року під назвою Ліга національного визволення Палестини. 1951 року політична сила отримала назву Йорданської комуністичної партії. У своїй програмі 1954 року поставила за мету ліквідацію панування феодалізму та монархії у Йорданії шляхом об'єднання робітничого класу з селянами та дрібною буржуазією.
У травні 1954 року за її ініціативою було створено Національний фронт для участі в парламентських виборах. На парламентських виборах 1956 року Національний фронт здобув 3 місця (з них 2 — ЙКП). У січні 1957 року король Хусейн звинуватив комуністів у співробітництві з Ізраїлем, а партію було заборонено. Репресовані тоді члени ЙКП були звільнені тільки 1967 року. Тоді ж дозволили повернутись тим, хто залишив країну, включаючи першого секретаря партії Фуада Нассара.
У програмних документах партії традиційно важлива роль відводиться арабській солідарності й підтримці Палестини. 1982 року лави ЙКП залишила Палестинська народна партія.
Йорданська комуністична партія була легалізована тільки 1993 року. Йорданські комуністи брали участь у протестах під час «Арабської весни».